# Mamounia
Mamounia (em árabe: المامونية) é uma cidade e comuna localizada na província de Mascara, Argélia. Segundo o censo de 2008, a população total da cidade era de 13 364 habitantes.